# Евертон Вілльямс (футболіст)
Евертон Ентоні Вілльямс (англ. Everton Anthony Williams; нар. 20 вересня 1962, Ямайка) — валійський та ямайський футболіст, нападник. Виступав в Англійській футбольній лізі за «Рексем». Він також грав у валлійській лізі за «Ріл», «Бангор Сіті», «Освестрі Таун» і «Коннас-Кі Номадс». Також нетривалий період часу захищав кольори «Бат Сіті».